# Кјара Сиракуза
Кјара (малт. Chiara), пуним именом Кјара Сиракуза (малт. Chiara Siracusa; Сенглеа, 25. септембар 1976) је малтешка певачица, која је три пута представљала своју земљу на Песми Евровизије, освојивши треће место 1998, друго место 2005, и 22. место на Песми Евровизије 2009.
1998. године, Кјара је победила на Малтешкој песми за Европу, фестивалу-националном избору за представника на Песми Евровизије са лаганом баладом The One That I Love. Песму је компоновао Џејсон Касар (Jason Cassar) на текст Сани Аквилине (Sunny Aquilina). На Песми Евровизије у Бирмингему, песма је заузела треће место након напетог гласања у којем су, након што је претпоследња земља саопштила гласове, прво место делиле Кјара и Дана интернационал из Израела, док је Имани из Уједињеног Краљевства била трећа. Последња је гласала Македонија. Након што су прочитани сви њихови поени до 7, ове три земље још нису добиле поене. Македонија је онда доделила 8 поена Израелу и 10 поена Уједињеном Краљевству – а затим 12 поена Данијели из Хрватске, оставивши тако Малту без иједног јединог поена и на трећем месту у укупном скору, њиховом до тада најбољем пласману.
Песма The One That I Love је снимљена и у малтешкој верзији, Lilek Inħobb. Укључена је у неколико албума, као и у сингл издању. Немачка певачица Мелани Торес је обрадила песму као Die Eine Für Mich.
Од 1998. до 2003, Кјарин менаџер била је група M & E Management Group, коју је водио малтешки консултант за маркетинг и менаџмент у забавном бизнису Масимо Елул. Кјара је често наступала ван Малте, а затим се под вођством малтешког студија Бриџ продакшнс (Bridge productions) припремила за још један евровизијски наступ.
На малтешком избору 2005. учествовала је са снажном баладом Angel, посвећеном свом супругу, за коју је сама написала музику и текст. Представник је по први пут биран искључиво гласовима гледалаца, и Кјара је победила са 11.935 гласова према 11.369 за другопласирану Оливију Луис (којој је то био 11. по реду покушај). На Песми Евровизије 2005, Кјара је наступила трећа по реду, сама на сцени, и освојила друго место са 192 поена према 230 за првопласирану Елену Папаризу из Грчке. Ово је, поред другог места Ире Лоско 2002, био најуспешнији наступ Малте у историји Песме Евровизије. Грејс Борџ, вођа МалтаСонга, је изразила задовољство резултатом, оценивши да је постигнут на основу вредности песме, да Малта „нема суседа на које би се могла ослонити“ и да је урађено „што се могло урадити“. Кјарин наступ је пратило око 300.000 гледалаца од укупно око 400.000 становника острва. Песма је добила награду новинара за најбољу песму на Песми Евровизије 2005, и укључена је на ЦД и ДВД сетове издате у вези са специјалом Честитамо!, организованим 2005. поводом 50 година Песме Евровизије.
Кјара је победила на избору за представника Малте на Песми Евровизије 2009. са песмом What If We белгијског ауторског двојца Марка Пелинка и Грегорија Билсена. На Песми Евровизије 2009. се пласирала у финале (као шеста у првој полуфиналној вечери), и заузела 22. место у финалу.